# Създателят
„Създателят“ (на английски: The Creator) е американски научнофантастичен филм от 2023 г. на режисьора Гарет Едуардс, който е съсценарист с Крис Вайц. Във филма участват Джон Дейвид Уошингтън, Джема Чан, Кен Уатанабе, Стърджил Симпсън, Маделин Юна Войлс (във филмовия ѝ дебют) и Алисън Джени.
Премиерата на филма по кината в Съединените американски щати е на 29 септември 2023 г.

## Актьорски състав
- Джон Дейвид Уошингтън – Джошуа Тейлър
- Джема Чан – Мая Фей-Тейлър/Нирмата, дъщерята на оригиналната Нирмата („Създателят“) и съпругата на Тейлър.
- Алисън Джени – Хоуел, полковник в американската армия.
- Кен Уатанабе – Харун, симулантен войник в Нова Азия.
- Стърджил Симпсън – Дрю, приятел на Джошуа.
- Амар Чанда-Пател – Омни/Сек-он/Сержант Буи, гражданин на Нова Азия.
- Марк Менчака – МакБрайд
- Роби Тан – Шипли
- Ралф Инесън – Андрюс
- Майкъл Еспър – Котън
- Виктория Нго – Ками

## Снимачен процес
Снимките започват на 17 януари 2022 г. и приключват на 30 май 2022 г.